# Bichursky (huyện)
Huyện Bichursky (tiếng Nga: ? райо́н) là một huyện hành chính tự quản (raion), của Buryatia, Nga. Huyện có diện tích 5983 kilômét vuông. Trung tâm của huyện đóng ở Bichura.